# Candela Serrat
Pour les articles homonymes, voir Candela et Serrat.
Candela Serrat, née le 14 novembre 1986 à Barcelone, est une actrice espagnole de théâtre et de séries télévisées.

## Biographie
Candela Serrat est principalement connue pour avoir jouée dans plus de 250 épisodes de la série télévisée Seis hermanas.

## Filmographie
- 2012-2013 : La Riera : Alba Comas
- 2015-2017 : Seis hermanas : Celia Silva